# Tetranychus sphacelatum
Tetranychus sphacelatum är en spindeldjursart som beskrevs av Meyer 1974. Tetranychus sphacelatum ingår i släktet Tetranychus och familjen Tetranychidae. Inga underarter finns listade i Catalogue of Life.